# Rejon lidzki
Rejon lidzki (biał. Лідскі раён, Lidski rajon, ros. Ли́дский райо́н, Lidskij rajon) – rejon w zachodniej Białorusi, w obwodzie grodzieńskim.

## Geografia
Rejon lidzki ma powierzchnię 1566,74 km². Lasy zajmują powierzchnię 425,94 km², bagna 71,43 km², obiekty wodne 29,45 km². Graniczy od zachodu z rejonem szczuczyńskim, od północy z rejonem woronowskim, od północnego wschodu z rejonem iwiejskim, od południowego wschodu z rejonem nowogródzkim, a od południa z rejonem zdzięciolskim.

## Ludność
W 2009 roku rejon zamieszkiwało 135 096 osób, w tym 108 464 w miastach i 26 632 na wsi.

### Skład etniczny
- Białorusini – 50,8%
- Polacy – 42,1%
- Rosjanie – 5,6%
- Ukraińcy i inni – 1,0%

## Podział administracyjny
W skład rejonu wchodzą miasta Lida i Brzozówka oraz 12 następujących sielsowietów:
- Berdówka
- Bielica
- Chodorowce
- Dubrowna
- Dworzyszcze
- Dzitwa
- Honczary
- Krupa
- Możejków
- Tarnowszczyzna
- Trzeciakowce
- Wawiórka